# العلاقات الكورية الجنوبية الموزمبيقية
العلاقات الكورية الجنوبية الموزمبيقية هي العلاقات الثنائية التي تجمع بين كوريا الجنوبية وموزمبيق.

## مقارنة بين البلدين
هذه مقارنة عامة ومرجعية للدولتين:
| وجه المقارنة                                              | كوريا الجنوبية                                                          | موزمبيق          |
| --------------------------------------------------------- | ----------------------------------------------------------------------- | ---------------- |
| المساحة (كم2)                                             | 100.30 ألف                                                              | 801.59 ألف       |
| عدد السكان (نسمة)                                         | 51.47 مليون                                                             | 29.67 مليون      |
| الكثافة السكانية (ن./كم²)                                 | 513.16                                                                  | 37.01            |
| العاصمة                                                   | سول                                                                     | مابوتو           |
| اللغة الرسمية                                             | اللغة الكورية                                                           | اللغة البرتغالية |
| العملة                                                    | وون كوري جنوبي                                                          | متكال موزمبيقي   |
| الناتج المحلي الإجمالي (بليون دولار)                      | 1.53 تريليون                                                            | 12.33 مليار      |
| الناتج المحلي الإجمالي (تعادل القوة الشرائية) بليون دولار | 1.75 تريليون                                                            | 33.35 مليار      |
| الناتج المحلي الإجمالي الاسمي للفرد دولار أمريكي          | 27.22 ألف                                                               | 529              |
| الناتج المحلي الإجمالي للفرد دولار أمريكي                 |                                                                         | 1.13 ألف         |
| مؤشر التنمية البشرية                                      | 0.901                                                                   | 0.416            |
| رمز المكالمات الدولي                                      | +82                                                                     | +258             |
| رمز الإنترنت                                              | .kr                                                                     | .mz              |
| المنطقة الزمنية                                           | توقيت كوريا الجنوبية، ت ع م+09:00، آسيا/سيول ‏، ت ع م+08:00، ت ع م+08:30 | ت ع م+02:00      |

## منظمات دولية مشتركة
يشترك البلدان في عضوية مجموعة من المنظمات الدولية، منها:
| علم المنظمة | اسم المنظمة                               | تاريخ انضمام كوريا الجنوبية | تاريخ انضمام موزمبيق |
| ----------- | ----------------------------------------- | --------------------------- | -------------------- |
|             | البنك الدولي للإنشاء والتعمير             | 26 أغسطس 1955               | 24 سبتمبر 1984       |
|             | منظمة الشرطة الجنائية الدولية             | ?                           | ?                    |
|             | يونسكو                                    | 14 يونيو 1950               | 11 أكتوبر 1976       |
|             | البنك الإفريقي للتنمية                    | ?                           | ?                    |
|             | الاتحاد البريدي العالمي                   | ?                           | ?                    |
|             | الأمم المتحدة                             | 17 سبتمبر 1991              | 16 سبتمبر 1975       |
|             | المركز الدولي لتسوية المنازعات الاستشارية | 23 مارس 1967                | 7 يوليو 1995         |
|             | منظمة التجارة العالمية                    | ?                           | ?                    |
|             | مؤسسة التمويل الدولية                     | 16 مارس 1964                | 24 سبتمبر 1984       |
|             | المنظمة الهيدروغرافية الدولية             | ?                           | ?                    |
|             | وكالة ضمان الاستثمار متعدد الأطراف        | 12 أبريل 1988               | 23 نوفمبر 1994       |
|             | منظمة حظر الأسلحة الكيميائية              | ?                           | ?                    |
|             | مؤسسة التنمية الدولية                     | 18 مايو 1961                | 24 سبتمبر 1984       |

## وصلات خارجية
- موقع وزارة الخارجية الكورية الجنوبية
- موقع وزارة الخارجية الموزمبيقية